# Jorge Bermúdez
Jorge Hernán Bermúdez Morales (* 18. Juni 1971 in Calarcá) ist ein ehemaliger kolumbianischer Fußballspieler und -trainer. Der Innenverteidiger spielte 56-mal für die Nationalmannschaft und gewann auf Vereinsebene mit den Boca Juniors zwei Mal die Copa Libertadores sowie ein Mal den Weltpokal.

## Karriere

### Verein
Jorge Bermúdez begann seine Profikarriere 1988 im Alter von 17 Jahren bei Deportes Quindío. 1990 wechselte er auf Wunsch von Trainer Gabriel Ochoa Uribe zu América de Cali, wo er seinen ersten Meistertitel gewann. Von 1991 bis 1996 war er Stammspieler und Leistungsträger, ehe er zu Benfica Lissabon wechselte. Nach einem Jahr in Portugal zog es ihn weiter zu den Boca Juniors, wo er seine erfolgreichste Zeit als Spieler erlebte. Mit den Xeneizes gewann Bermúdez insgesamt sechs Titel, darunter dreimal die argentinische Meisterschaft (Apertura 1998, Clausura 1999, Apertura 2000), zweimal die Copa Libertadores (2000, 2001) sowie den Weltpokal 2000. Als Kapitän war er eine zentrale Figur der Mannschaft, die unter Trainer Carlos Bianchi 40 Spiele in Folge ungeschlagen blieb. Besonders in Erinnerung bleibt sein entscheidender Elfmeter im Libertadores-Finale 2000 gegen SE Palmeiras – es war der erste Titel der Copa-Libertadores-Ära unter Bianchi.
Im Anschluss spielte er u. a. für Olympiakos Piräus, die Newell’s Old Boys und Barcelona SC, ehe er nach Kolumbien zurückkehrte, wo er noch einmal für América de Cali, Deportivo Pereira, Independiente Santa Fe und zum Abschluss erneut für Deportes Quindío auflief. Bermúdez überzeugte durch sein Kopfballspiel, seine Führungsqualitäten und seine kompromisslose Spielweise. Gemeinsam mit Walter Samuel bildete er bei Boca Juniors ein gefürchtetes Innenverteidigerduo.
Nach seiner aktiven Karriere sorgte Bermúdez für Aufsehen, als er den damaligen Präsidenten von Boca Juniors, Mauricio Macri, wegen angeblicher Korruption bei Spielertransfers beschuldigte. Laut Bermúdez habe Macri während einer Verhandlung im Jahr 2000 zwei Millionen US-Dollar für sich selbst gefordert.

### Nationalmannschaft
Bermúdez nahm mit der U20-Nationalmannschaft an der Südamerikameisterschaft 1988 teil, bei der sich Kolumbien den dritten Platz sichern konnte. Damit qualifizierte sich das Team für die Junioren-Fußballweltmeisterschaft 1989, wo Bermúdez in allen vier Spielen der Cafeteros zum Einsatz kam, bevor man im Viertelfinale gegen Portugal ausschied. Anschließend gehörte Bermúdez zum Aufgebot der kolumbianischen Olympiaauswahl, die sich für das Olympiaturnier 1992 in Barcelona qualifiziert hatte.
Sein Debüt in der A-Nationalmannschaft gab Bermúdez im März 1995 bei einem Freundschaftsspiel gegen Uruguay. Im selben Jahr nahm er an der Copa América 1995 in Uruguay teil, wo er in allen fünf Partien zum Einsatz kam und mit Kolumbien nach einem 4:1-Sieg gegen die USA den dritten Platz belegte. Es folgten Teilnahmen an der Copa América 1997 in Bolivien, bei der er erneut alle vier Spiele absolvierte und im Viertelfinale gegen den Gastgeber ausschied, sowie an der Copa América 1999 in Paraguay, wo Kolumbien im Viertelfinale gegen Chile unterlag.
Sein erstes WM-Turnier bestritt Bermúdez bei der Fußball-Weltmeisterschaft 1998 in Frankreich. Dort bildete er gemeinsam mit Iván Córdoba das Innenverteidigerduo in allen drei Gruppenspielen gegen Rumänien, Tunesien und England, schied jedoch mit Kolumbien nach der Vorrunde aus. Im Rahmen der Qualifikation zur WM 2002 war Bermúdez weiterhin ein wichtiger Bestandteil der Defensive und bestritt zwischen 2000 und 2001 zahlreiche Qualifikationsspiele. Insgesamt absolvierte er 56 Länderspiele für Kolumbien, in denen er zwei Tore erzielte.

## Trainer
Seine Trainerlaufbahn begann Bermúdez 2008 beim kolumbianischen Zweitligisten Depor Jamundí. Im selben Jahr übernahm er Deportivo Pasto, wurde dort jedoch nach wenigen Monaten entlassen. 2010 wurde er zum Cheftrainer von América de Cali ernannt, bei dem er auch als Spieler aktiv war. Im August desselben Jahres wurde er zunächst entlassen, jedoch nach Protesten der Spieler und einer Entscheidung des Vorstands noch am selben Tag wiedereingesetzt. Im September 2010 wurde Bermúdez als Cheftrainer des argentinischen Zweitligisten Defensa y Justicia bestätigt. Nach einer sieglosen Serie von sieben Spielen wurde er im November desselben Jahres wieder entlassen. 2017 war er Cheftrainer bei Atlético Huila.

## Erfolge
América de Cali
- Kolumbianischer Meister: 1990, 1992

Boca Juniors
- Argentinischer Meister: 1998-A, 1999-C, 2000-A
- Sieger der Copa Libertadores: 2000, 2001
- Sieger des Weltpokals: 2000

Olympiakos Piräus
- Griechischer Meister: 2000/01, 2001/02